# Cathestecum erectum
Cathestecum erectum là một loài thực vật có hoa trong họ Hòa thảo. Loài này được Vasey & Hack. mô tả khoa học đầu tiên năm 1884.